# Esquéhéries
Esquéhéries é uma comuna francesa na região administrativa de Altos da França, no departamento de Aisne. Estende-se por uma área de 16,21 km². Em 2010 a comuna tinha 872 habitantes (densidade: 53,8 hab./km²).